# 하남 벨리체
하남 벨리체(영어: hanam bellerich)는 대한민국 경기도 하남시 덕풍동 438번지에 건설예정인 아파트로 지하 3층 ~ 30층, 9개 동, 전용면적 59~84m2, 총 863 가구로 구성된 경기도 하남시 덕풍동에 들어서는 아파트다. 하남 벨리체는 경기도 하남시 덕풍동에 건축되는 아파트로 하남벨리체지역주택조합이 시행하며 2020년 3월 26일 하남시로부터 지역주택조합 설립 인가가 완료되어 주택법에 의한 조합설립인가 필증을 받은 아파트이다.
최근 지하철 5호선 연장공사가 진행되어 연내에 개통될 예정이고 또한 제3기 신도시인 교산신도시가 발표되어 하남송파간 도시철도를 발표하였다
하남시는 경기도 내 아파트 값 상승률이 40주 연속(2109년 7월~ 2020년 4월)으로 상승하였다. 2021년에 착공예정으로 2024년에 입주 예정이다.

## 구성
경기도 하남시 덕풍동의 초고층 아파트는 101동에서 109동 863세대, 주차대수는 1024대로 구성되어 있다.
| 동 명칭 | 층수 |
| ------- | ---- |
| 101동   | 30층 |
| 102동   | 20층 |
| 103동   | 25층 |
| 104동   | 20층 |
| 105동   | 25층 |
| 106동   | 28층 |
| 107동   | 19층 |
| 108동   | 30층 |
| 109동   | 29층 |